# ملبورن
ملبورن (بالإنجليزية: Melbourne)، هي عاصمة ولاية فيكتوريا الأسترالية وأكبر مدنها من حيث عدد السكان، كما تُعد ثاني أكبر مدينة في أستراليا بعد سيدني.
يشير اسم ملبورن عادةً إلى منطقة العاصمة الكبرى التي تبلغ مساحتها 9,993 كيلومترًا مربعًا، والمعروفة أيضًا باسم ملبورن الكبرى، والتي تضم تكتلًا حضريًا يتكون من 31 منطقة حكم محلي. كما يُستخدم الاسم للإشارة تحديدًا إلى منطقة مدينة ملبورن، وهي المنطقة الإدارية التي تضم الحي التجاري المركزي وبعض المناطق المحيطة به.
تقع المدينة على سواحل خليج بورت فيليب الشمالية والشرقية، وتمتد إلى شبه جزيرة مورنينجتون، وأجزاء من منطقة ويست جيبسلاند، وإلى المناطق الداخلية مثل وادي يارا، وجبال دانينونغ، وجبال ماسيدون. واعتبارًا من عام 2023، بلغ عدد سكان ملبورن الكبرى نحو 5.2 مليون نسمة، أي ما يعادل 19% من سكان أستراليا، ويُعرف السكان المحليون باسم ملبرنيين.
يعود تاريخ الاستيطان البشري في منطقة ملبورن إلى أكثر من 40,000 عام، حيث كانت موطنًا للشعوب الفكتورية الأصلية، وشكلت نقطة التقاء مهمة لتحالف قبائل كولين. وتُعد شعوب بونورونغ، ويورونغ، وورونجيري الحراس التقليديين للأرض التي تقوم عليها المدينة. في عام 1803، أُنشئ مستوطنة بريطانية عقابية قصيرة الأجل في بورت فيليب، التي كانت آنذاك جزءًا من مستعمرة نيو ساوث ويلز. وفي عام 1835، أسس المستوطنون الأحرار القادمون من فان ديمنز لاند (تسمانيا حاليًا) مدينة ملبورن. تم الاعتراف بها رسميًا كمستوطنة ملكية في عام 1837 وسُميت تيمنًا برئيس وزراء بريطانيا آنذاك، ويليام لامب، الفيكونت الثاني لملبورن. حصلت على صفة مدينة من الملكة فيكتوريا عام 1847، وأصبحت عاصمة مستعمرة فيكتوريا المنشأة حديثًا في 1851.
خلال حمى الذهب في خمسينيات القرن التاسع عشر، شهدت ملبورن طفرة اقتصادية كبرى جعلت منها واحدة من أغنى وأكبر المدن في أستراليا والعالم بحلول أواخر ثمانينيات القرن التاسع عشر. وبعد اتحاد أستراليا في عام 1901، أصبحت ملبورن المقر المؤقت للحكومة الفيدرالية الجديدة حتى إنشاء العاصمة الدائمة كانبرا عام 1927.
اليوم، تُعد ملبورن مدينة متعددة الثقافات، وتحتل المرتبة الرابعة عالميًا من حيث عدد السكان المولودين خارج البلاد. وهي مركز مالي بارز في منطقة آسيا والمحيط الهادئ، حيث احتلت المرتبة 28 عالميًا في مؤشر مراكز المال العالمية لعام 2024. تجمع المدينة بين العمارة الفيكتورية القديمة — مثل مبنى المعرض الملكي المُدرج ضمن قائمة التراث العالمي — وناطحات السحاب الحديثة. من أبرز معالمها أيضًا ملعب ملبورن للكريكت، ومعرض فيكتوريا الوطني. وتشتهر ملبورن بتراثها الثقافي، إذ انطلقت منها رياضة كرة القدم الأسترالية، والمدرسة الانطباعية الأسترالية، والسينما المحلية، وتُعرف بفنون الشارع، والموسيقى الحية، والمسرح.
تستضيف المدينة فعاليات رياضية كبرى مثل جائزة أستراليا الكبرى للفورمولا 1، وبطولة أستراليا المفتوحة للتنس، كما استضافت دورة الألعاب الأولمبية الصيفية لعام 1956. وقد حازت على لقب المدينة الأكثر ملاءمة للعيش في العالم لعدة سنوات خلال العقد الثاني من القرن الحادي والعشرين.
مطار ملبورن هو ثاني أكثر المطارات ازدحامًا في أستراليا، وميناء ملبورن هو الأكبر على مستوى البلاد. تُعد محطة فليندرز ستريت محطة القطارات الرئيسية داخل المدينة، بينما تعد محطة ساوثرن كروس المركز الرئيسي للقطارات الإقليمية والحافلات الطويلة. وتمتلك المدينة أكبر شبكة ترام حضرية في العالم، بالإضافة إلى شبكة واسعة من الطرق السريعة.

## التاريخ

### السكان الأصليون
استوطن السكان الأصليون في منطقة ملبورن منذ ما يزيد عن 40,000 سنة. وعند وصول المستوطنين البريطانيين في القرن التاسع عشر، كان يعيش في المنطقة حوالي 20,000 شخص من قبائل كولين التي تضم ثلاث مجموعات لغوية متميزة، هي وورونديجي، وبونورونغ، وواثاورونغ. كانت هذه المنطقة مركزًا هامًا للتجمعات بين عشائر تحالف أمة كولين، ومصدرًا رئيسيًا للغذاء والمياه.
في يونيو 2021، تم تحديد الحدود بين أراضي مجموعتي المالكين التقليديين، وورونديجي وبونورونغ، بعد أن أعدها مجلس التراث الأبورجيني في ولاية فيكتوريا. وتمتد هذه الحدود من الغرب إلى الشرق عبر المدينة، حيث تشمل منطقة الأعمال المركزية، وريتشموند، وهاوثورن ضمن أراضي وورونديجي، بينما تقع ألبيرت بارك، وسانت كيلدا، وكولفيلد ضمن أراضي بونورونغ. إلا أن هذا التحديد للحدود لا يزال موضع خلاف بين الطرفين، بمن فيهم نارويت كارولين بريغز.
يُستخدم اسم "نارم" بشكل واسع بين المجتمع الأبورجيني للإشارة إلى المدينة، وهو مستمد من الاسم التقليدي للمنطقة التي بُني عليها مركز مدينة ملبورن. وترتبط هذه الكلمة بكلمة "نارم-نارم" من لغة بونورونغ، والتي تعني خليج بورت فيليب. كلمة "نارم" تعني الأدغال في لغات كولين الشرقية، وهو ما يعكس قصة الخلق التي تشرح كيف امتلأ الخليج عبر تشكيل نهر بيرارونغ (نهر يارا). قبل ذلك، كانت منطقة ملبورن الجافة تمتد داخل الخليج، الذي كان مغطى بأدغال شجر الشاي حيث كان يُصطاد الإيمو (بوريمول) والكنغر (مارام).

### الاستعمار البريطاني
في أكتوبر 1803، أسس العقيد ديفيد كولينز أول مستوطنة بريطانية في فيكتوريا، والتي كانت حينها جزءًا من مستعمرة نيو ساوث ويلز العقابية، وذلك في خليج سوليفان قرب سورينتو الحالية. وبعد عام، وبسبب نقص الموارد، انتقل المستوطنون إلى جزيرة فان ديمين (تسمانيا اليوم) حيث أسسوا مدينة هوبارت. ولم تُجرى محاولة لتأسيس مستوطنة أخرى في المنطقة إلا بعد مرور ثلاثين عامًا.
في مايو ويونيو 1835، قام جون باتمان، أحد أعضاء جمعية بورت فيليب في جزيرة فان ديمين، باستكشاف منطقة ملبورن، وادعى فيما بعد أنه تفاوض مع ثمانية من شيوخ قبيلة الورونديجي على شراء مساحة تبلغ 2400 كيلومتر مربع. لكن هذا الاتفاق كان مثار جدل كبير، إذ لم يكن هناك لغة مشتركة بين الطرفين، ويفترض أن الشيوخ اعتبروا ذلك جزءًا من طقوس تبادل الهدايا التي تعطي حق استخدام مؤقت للأرض. اختار باتمان موقعًا على الضفة الشمالية لنهر يارا واعتبره مكانًا مناسبًا لتأسيس قرية قبل عودته إلى فان ديمين.
في أغسطس 1835، وصل مجموعة أخرى من المستوطنين من فان ديمين وأسسوا مستوطنة قرب موقع متحف الهجرة الحالي في ملبورن. وفي الشهر التالي، انضم باتمان ومجموعته إليهم، واتفق الطرفان على المشاركة في المستوطنة، التي كانت تُعرف بالاسم الأصلي "دوتيجالا".
ألغي اتفاق باتمان مع السكان الأصليين بقرار من حاكم نيو ساوث ويلز، ريتشارد بورك، وتم تعويض الجمعية التي كان باتمان جزءًا منها. في عام 1836، أعلن بورك ملبورن عاصمة إدارية لمنطقة بورت فيليب التابعة لنيو ساوث ويلز، وكلف بوضع أول مخطط عمراني للمدينة عام 1837، المعروف باسم شبكة هودل. في البداية سميت المستوطنة "باتمانيا" لفترة قصيرة، ثم أُطلق عليها اسم "ملبورن" في 10 أبريل 1837، تكريمًا لرئيس وزراء بريطانيا في ذلك الوقت، ويليام لامب، فيسكوت ملبورن الثاني. وفي نفس العام، افتتح مكتب البريد العام للمدينة تحت هذا الاسم.
بين عامي 1836 و1842، فقدت مجموعات السكان الأصليين في فيكتوريا جزءًا كبيرًا من أراضيها بسبب الاستيطان البريطاني. وفي عام 1840، أصدر تشارلز لا تروب، المشرف على منطقة بورت فيليب، قرارًا بطرد السكان الأصليين من المناطق القريبة من ملبورن، وتم تنفيذ ذلك لاحقًا عبر اعتقالات جماعية خلال ما عرف بمداهمة ليتسوم. رغم ذلك، استمر السكان الأصليون في العيش بالقرب من المدينة، وكان عددهم حوالي 675 شخصًا في مخيمات فقيرة بحلول عام 1844. عينت السلطات البريطانية خمسة حماة للسكان الأصليين عام 1839، لكن جهودهم باءت بالفشل بسبب سياسات الأراضي التي دعمت المستوطنين الذين استولوا على أراضي السكان الأصليين. وبحلول عام 1845، كانت قلة من الأوروبيين الأثرياء تسيطر على تراخيص الرعي، مما جعلهم قوة اقتصادية وسياسية كبيرة. في 25 يونيو 1847، أعلنت الملكة فيكتوريا ملبورن مدينة رسميًا، وفي 1 يوليو 1851، انفصلت منطقة بورت فيليب عن نيو ساوث ويلز لتصبح مستعمرة مستقلة باسم فيكتوريا، وعاصمتها ملبورن.

### حمّى الذهب في فيكتوريا
أدى اكتشاف الذهب في فيكتوريا منتصف عام 1851 إلى اندلاع موجة كبيرة من التنقيب عن الذهب، وشهدت ملبورن، الميناء الرئيسي للمستعمرة، نموًا سريعًا. ففي غضون شهور قليلة، تضاعف عدد سكان المدينة تقريبًا من 25,000 إلى 40,000 نسمة. تبع ذلك نمو هائل، وبحلول عام 1865 تجاوزت ملبورن سيدني لتصبح المدينة الأكثر سكانًا في أستراليا.
شهدت المدينة تدفقًا كبيرًا للمهاجرين من المستعمرات الأخرى والدول الأجنبية، لا سيما من أوروبا والصين، مما أدى إلى نشوء أحياء فقيرة مثل الحي الصيني و"مدينة الخيام" المؤقتة على الضفاف الجنوبية لنهر يارا. وفي أعقاب تمرد يوريكا عام 1854، أثار دعم الجمهور الواسع لمعاناة المنقبين تغييرات سياسية كبيرة في المستعمرة، شملت تحسينات في ظروف العمل في قطاعات التعدين والزراعة والصناعة المحلية وغيرها. شارك في التمرد ما لا يقل عن عشرين جنسية، مما يعكس نوعًا ما تدفقات الهجرة في تلك الفترة.
وبفضل الثروة التي جلبتها موجة التنقيب عن الذهب والحاجة اللاحقة إلى المباني العامة، بدأ برنامج ضخم لبناء المنشآت المدنية الكبرى. شهدت خمسينيات وستينيات القرن التاسع عشر بدء إنشاء مبنى البرلمان، ومبنى الخزانة، وسجن ملبورن القديم، وثكنات فيكتوريا، والمكتبة العامة، وجامعة ملبورن، والمكتب البريدي العام، ومبنى الجمارك، وقاعة المدينة، وكاتدرائية القديس باتريك، رغم أن العديد من هذه المشاريع بقيت غير مكتملة لعقود.
تم تحديد تخطيط الضواحي الداخلية إلى حد كبير على نمط شبكة تمتد على مساحة ميل واحد تقريبًا، مقطوعة بشوارع رئيسية عريضة تمتد شعاعيًا، ومحاطة بالمتنزهات حول وسط المدينة، وذلك في خمسينيات وستينيات القرن التاسع عشر. امتلأت هذه المناطق بسرعة بالمنازل المتلاصقة الشهيرة، إضافة إلى المنازل المستقلة والقصور الفخمة، بينما تطورت بعض الطرق الرئيسية لتصبح شوارع تسوق. سرعان ما تحولت ملبورن إلى مركز مالي رئيسي، يضم عدة بنوك، والدرفلة الملكية، وفي عام 1861 تأسس فيها أول سوق أسهم في أستراليا. في عام 1855، حصل نادي ملبورن للكريكيت على أرض ملعبه الشهير حاليًا، ملعب ملبورن للكريكيت. وحد أعضاء نادي ملبورن لكرة القدم قوانين كرة القدم الأسترالية عام 1859، وفي عام 1861 أُقيم أول سباق لكأس ملبورن. وحصلت المدينة على أول نصب تذكاري عام لها، تمثال بيرك وويلز، في عام 1864.
ومع انتهاء موجة التنقيب عن الذهب تقريبًا بحلول عام 1860، استمرت ملبورن في النمو مستفيدة من استمرار تعدين الذهب، وبصفتها الميناء الرئيسي لتصدير المنتجات الزراعية في فيكتوريا (وخاصة الصوف)، بالإضافة إلى قطاع صناعي نامٍ محمي برسوم جمركية مرتفعة. انتشرت شبكة سكك حديدية شعاعية واسعة إلى المناطق الريفية منذ أواخر خمسينيات القرن التاسع عشر. كما بدأ بناء المزيد من المباني العامة الكبرى في ستينيات وسبعينيات القرن التاسع عشر، مثل المحكمة العليا، ومبنى الحكومة، وسوق الملكة فيكتوريا. امتلأ وسط المدينة بالمحلات التجارية والمكاتب وورش العمل والمخازن. واجهت البنوك الكبرى والفنادق الشوارع الرئيسية، بينما تميزت نهايات شارع كولينز الشرقية بمنازل المدينة الفخمة، في مقابل الأكواخ الصغيرة في الأزقة داخل الكتل السكنية. واستمر عدد السكان الأصليين في الانخفاض، حيث قُدّر تراجع إجمالي بنسبة 80% بحلول عام 1863، ويرجع ذلك بشكل رئيسي إلى الأمراض التي تم إدخالها (وخاصة الجدري)، وأعمال العنف على الحدود، والاستيلاء على أراضيهم.

### طفرة الأراضي وانهيارها
شهدت ملبورن في ثمانينيات القرن التاسع عشر نموًا استثنائيًا، حيث ساهمت ثقة المستهلكين وسهولة الحصول على الائتمان والارتفاع الحاد في أسعار الأراضي في كثرة أعمال البناء بشكل هائل. خلال هذه الفترة التي عُرفت بـ"طفرة الأراضي"، أصبحت ملبورن تُعتبر أغنى مدينة في العالم، وثاني أكبر مدينة في الإمبراطورية البريطانية بعد لندن.
بدأت العقدة بمعرض ملبورن الدولي عام 1880، الذي أقيم في مبنى المعرض المصمم خصيصًا لهذا الغرض. وفي نفس العام، أُنشئ مركز للهاتف، وتم وضع أساسات كنيسة القديس بولس. في عام 1881، تم تركيب الإضاءة الكهربائية في السوق الشرقية، وأُدشنت محطة توليد كهرباء قادرة على تشغيل 2000 مصباح كهربائي بحلول عام 1882. كما افتُتح نظام الترام بالكابلات في ملبورن عام 1885، ليصبح بحلول عام 1890 واحدًا من أوسع أنظمة الترام في العالم.
في عام 1885، أطلق الصحفي الإنجليزي الزائر تعبير "ملبورن العجيبة" والذي بقي مرتبطًا بالمدينة طوال القرن العشرين، في إشارة إلى ثراء ونشاط المدينة خلال تلك الفترة. شهدت المدينة ازدهارًا كبيرًا في بناء المباني التجارية الضخمة، والفنادق الفخمة، والبنوك، والقصور الفخمة، والمنازل المزدوجة على الطراز التيراسي. وفي عام 1886، أدى تأسيس شركة ملبورن للطاقة الهيدروليكية إلى توفير مياه مضغوطة عالية الضغط، مما سمح بتركيب مصاعد هيدروليكية ساهمت في ظهور أولى ناطحات السحاب في المدينة. كما توسعت بشكل كبير شبكة النقل بالسكك الحديدية التي تصل المدينة بالضواحي.
بلغت طفرة الأراضي ذروتها عام 1888، العام الذي استضافت فيه المدينة معرض المئة عام. لكن الحماسة المفرطة التي ميزت تلك الحقبة انتهت في أوائل تسعينيات القرن التاسع عشر، حيث انفجرت فقاعة التمويل والعقارات المحلية، مما أدى إلى ركود اقتصادي حاد. انهارت عدة بنوك صغيرة وجمعيات بناء، وأفلست العديد من الشركات المحدودة المسؤولية. كانت الأزمة المالية في ملبورن أحد العوامل التي ساهمت في الأزمة الاقتصادية الأسترالية خلال تلك الفترة وأزمة البنوك الأسترالية عام 1893. كان تأثير هذه الأزمة عميقًا على المدينة، حيث توقف تقريبًا أي بناء مهم حتى أواخر التسعينيات.

### العاصمة المؤقتة لأستراليا وفترة الحرب العالمية الثانية
أصبحت ملبورن مقر الحكومة للكومنولث الأسترالي الموحد عند اتحاد أستراليا في الأول من يناير عام 1901. اجتمع البرلمان الفيدرالي الأول في 9 مايو 1901 في مبنى المعرض الملكي، ثم انتقل لاحقًا إلى مبنى برلمان فيكتوريا، حيث عقد جلساته حتى انتقاله إلى كانبيرا عام 1927. أقام الحاكم العام لأستراليا في منزل الحكومة في ملبورن حتى عام 1930، وظلت العديد من المؤسسات الوطنية الكبرى موجودة في ملبورن حتى أواخر القرن العشرين. خلال الحرب العالمية الثانية، استضافت المدينة القوات العسكرية الأمريكية التي كانت تقاتل إمبراطورية اليابان، كما استولت الحكومة على ملعب ملبورن للكريكيت لاستخدامه لأغراض عسكرية.

### فترة ما بعد الحرب
بعد انتهاء الحرب العالمية الثانية، شهدت ملبورن توسعًا سريعًا مدعومًا بهجرة كبيرة إلى أستراليا، خاصة من دول جنوب أوروبا وحوض البحر الأبيض المتوسط. وعلى الرغم من أن منطقة "نهاية باريس" في شارع كولينز أطلقت ثقافة التسوق الراقية والمقاهي المفتوحة، إلا أن وسط المدينة كان يُعتبر مكانًا مملًا وروتينيًا، كما عبّر عنها الفنان جون براك في لوحته الشهيرة شارع كولينز، الخامسة مساءً عام 1955. وحتى بداية القرن الحادي والعشرين، كانت ملبورن تُعرف بـ"القلب الصناعي" لأستراليا.
في عام 1958، تم رفع حدود ارتفاع المباني في وسط المدينة بعد بناء برج ICI House، ما أدخل ناطحات السحاب إلى أفق المدينة. واشتدت وتيرة توسع الضواحي، مع افتتاح مراكز تسوق مغلقة مثل مركز تشادستون. كما شهدت فترة ما بعد الحرب تجديدًا واسعًا لمنطقة وسط المدينة وطريق سانت كيلدا، ما أحدث تحولًا عصريًا كبيرًا في مظهر المدينة. وبسبب قوانين السلامة الجديدة وإعادة التطوير، تم هدم معظم المباني الشاهقة القديمة أو الإبقاء على واجهاتها فقط، وفق سياسة "الفيساديسم". كما هُدمت العديد من القصور الفخمة في الضواحي أو قُسّمت إلى وحدات أصغر.
لمواجهة النمو المتسارع للسكن في الضواحي بشكل منخفض الكثافة، أطلقت الحكومة مشاريع إسكان عامة مثيرة للجدل في الأحياء الداخلية، مما أدى إلى هدم أحياء سكنية كثيرة وبناء أبراج سكنية شاهقة. ومع زيادة ملكية السيارات، ازدادت الاستثمارات في تطوير الطرق السريعة، مما سرّع توسع الضواحي وقلل من عدد السكان في وسط المدينة. وبقيادة حكومة بولت، شهدت المدينة تطويرًا مكثفًا للبنية التحتية الطرقية، من خلال مشروعات كبرى مثل إعادة تصميم تقاطع سانت كيلدا وتوسيع شارع هودل، إضافة إلى خطة النقل لعام 1969 التي حوّلت ملبورن إلى مدينة تهيمن عليها السيارات.
في أواخر الستينيات وأوائل السبعينيات، ساهمت الطفرة الاقتصادية في مجالي المال والتعدين في استقطاب مقرات شركات كبرى مثل BHP وRio Tinto إلى ملبورن. كما استثمرت دولة ناورو، التي كانت تمر بازدهار اقتصادي، في مشاريع ضخمة مثل بناء "ناورو هاوس". وظلت ملبورن المركز التجاري والمالي الرئيسي في أستراليا حتى أواخر السبعينيات، حين بدأت تفقد هذه المكانة لصالح سيدني.
شهدت المدينة ركودًا اقتصاديًا بين 1989 و1992 بعد انهيار عدة مؤسسات مالية محلية. وبعد انتخاب حكومة كينيت في 1992، أطلقت حملة طموحة لإعادة تنشيط الاقتصاد عبر مشاريع تنموية واسعة، مع التركيز على جذب السياحة وخاصة سياحة الفعاليات الرياضية. في تلك الفترة، استضافت ملبورن سباق الجائزة الكبرى الذي انتقل إليها من أديلايد. وشملت المشاريع الكبرى بناء متحف ملبورن الجديد، وفيدرشن سكوير، ومركز المؤتمرات والمعارض، وكازينو كراون، وطريق سيتي لينك المدفوع الرسوم. كما تم خصخصة بعض الخدمات مثل الكهرباء والنقل العام، مع تخفيض الدعم الحكومي في مجالات الصحة والتعليم والبنية التحتية للنقل.

### ملبورن المعاصرة
شهدت ملبورن منذ منتصف التسعينيات نموًا كبيرًا في السكان وفرص العمل. تم استثمار مبالغ كبيرة من الخارج في صناعات المدينة وسوق العقارات بها. شهدت ملبورن تجديدًا حضريًا واسعًا في المناطق الداخلية مثل ساوثبانك، بورت ملبورن، ميناء ملبورن، وساوث وارف. سجلت المدينة أعلى معدل زيادة سكانية ونمو اقتصادي بين جميع عواصم أستراليا من عام 2001 حتى 2004.
ابتداءً من عام 2006، امتد نمو المدينة إلى "الأوتاد الخضراء" وما وراء حدود النمو العمراني للمدينة. دفعت توقعات وصول عدد سكان ملبورن إلى خمسة ملايين نسمة الحكومة الولائية إلى مراجعة حدود النمو في عام 2008 ضمن استراتيجية "ملبورن عند خمسة ملايين". في عام 2009، تأثرت ملبورن بأزمة الركود الكبير أقل من غيرها من المدن الأسترالية، وجرى خلق فرص عمل جديدة فيها أكثر من أي مدينة أسترالية أخرى — تقريبًا بمعدل يوازي مجموع فرص العمل في أسرع مدينتين نموًا، بريزبن وبيرث. ظل سوق العقارات في ملبورن مرتفع الأسعار، مما أدى إلى ارتفاع قياسي في أسعار العقارات وزيادة واسعة في الإيجارات.
في العقد الأول من الألفية الجديدة، أطلقت حكومة ولاية فيكتوريا عدة مشاريع بنية تحتية كبرى تهدف إلى تقليل الازدحام في ملبورن وتعزيز النمو الاقتصادي، من بينها نفق المترو، نفق ويست جيت، مشروع إزالة تقاطعات السكك الحديدية، وحلقة السكك الحضرية الفرعية. بدأت مناطق جديدة للتجديد الحضري في أحياء داخل المدينة مثل فيشرمانز بند وآردن، بينما استمر النمو في الضواحي على أطراف المدينة في الغرب والشرق في أحياء مثل ويندام فيل وكراونبورن. أصبحت الضواحي المتوسطة مثل بوكس هيل أكثر كثافة مع ازدياد نسبة السكان الذين يعيشون في شقق سكنية. شهدت المدينة طفرة في البناء، حيث تم بناء 34 ناطحة سحاب جديدة في وسط الأعمال بين عامي 2010 و2020. في عام 2020، صنفت شبكة بحوث العولمة والمدن العالمية ملبورن كمدينة من فئة ألفا.
من بين جميع المدن الكبرى في أستراليا، كانت ملبورن الأكثر تضررًا من جائحة كوفيد-19، حيث قضت فترة طويلة تحت قيود الإغلاق، إذ شهدت المدينة ستة إغلاقات بلغ مجموعها 262 يومًا. وعلى الرغم من أن ذلك أدى إلى خروج صافي للمهاجرين وتراجع طفيف في عدد سكان ملبورن خلال الفترة من 2020 إلى 2022، فإن عدد سكان المدينة من المتوقع أن يصل إلى 6.4 ملايين نسمة بحلول عام 2033-2034.

## الجغرافيا
تقع ملبورن في الجزء الجنوبي الشرقي من البر الرئيسي لأستراليا، ضمن ولاية فيكتوريا. ومن الناحية الجيولوجية، بُنيت المدينة عند التقاء تدفقات الحمم البركانية العائدة للعصر الرباعي في الغرب، والطَّفَل السيولوري في الشرق، وترسبات الرمال العائدة للعصر الهولوسيني في الجنوب الشرقي بمحاذاة خليج بورت فيليب. وتقع الضواحي الجنوبية الشرقية فوق صدع سلوين الذي يقطع جبل مارثا وكرانبورن.
يمتد الجزء الغربي من المنطقة الحضرية داخل نطاق سهل فيكتوريا البركاني، وهو إقليم نباتي تهيمن عليه الحشائش، بينما تقع الضواحي الجنوبية الشرقية ضمن نطاق غابات غيبسلاند السهبية.
تتسع ملبورن باتجاه الشمال عبر وديان الأدغال المتموجة لروافد وادي نهر يارا، مثل خور موني بوندز (باتجاه مطار ملبورن)، وميري كريك، وداريبن كريك، ونهر بلنتي. وتمتد جنوبًا شرقيًا عبر منطقة داندينونغ نحو ممر النمو في باكينهام باتجاه غرب غيبسلاند. أما في الغرب، فتمتد على طول نهر ماريبيرنونغ وروافده شمالًا باتجاه مدينة صنبري.
تنتشر الشواطئ الرئيسية على خليج بورت فيليب في عدة ضواحٍ مثل بورت ملبورن، وألبرت بارك، وسانت كيلدا، وإلوود، وبرايتون، وساندرينغهام، ومينتون، وفرانكستون، وألتونا، وويليامزتاون، وويريبي ساوث. أما أقرب شواطئ ركوب الأمواج، فتقع على بعد نحو 85 كيلومترًا إلى الجنوب من حي الأعمال المركزي في ملبورن، في المناطق الخلفية من راي، وسورينتو، وبورتسي.

### المناخ
يتمتع مناخ ملبورن بمناخ محيطي معتدل (تصنيف مناخ كوبن Cfb)، حيث تكون الصيفات دافئة والشتاءات باردة. تشتهر ملبورن بتقلبات الطقس المتكررة، ويرجع ذلك بشكل رئيسي إلى موقعها عند الحدود بين المناطق الداخلية الحارة والمحيط الجنوبي البارد. يكون التفاوت في درجات الحرارة هذا أكثر وضوحًا في شهري الربيع والصيف، مما يؤدي إلى تكوّن جبهات هوائية باردة قوية. هذه الجبهات الباردة قد تسبب أشكالًا متعددة من الطقس العنيف مثل الرياح العاتية والعواصف الرعدية والبَرَد، إضافة إلى هبوط كبير في درجات الحرارة وهطول أمطار غزيرة. الشتاء، رغم جفافه الشديد مقارنة بمعايير جنوب فيكتوريا، يكون غالبًا ماطرًا خفيفًا ومغيمًا. ويعود نقص الأمطار في الشتاء إلى موقع ملبورن في ظل المطر المحجوب بين سلسلتي جبال أوتواي وماكيدون، حيث تمنع هذه الجبال جزءًا كبيرًا من الأمطار القادمة من الشمال والغرب.
يكون خليج بورت فيليب غالبًا أكثر دفئًا من المحيطات أو اليابسة المحيطة، خصوصًا في فصلي الربيع والخريف؛ ما يؤدي إلى ظاهرة تُعرف بـ"أمطار تأثير الخليج"، حيث تزداد شدة الزخات المطرية في الجانب المحمي من الخليج. تتكرر أحيانًا تيارات ضيقة من الأمطار الغزيرة التي تؤثر على نفس المناطق، وعادةً الضواحي الشرقية، لفترات طويلة، بينما تبقى بقية ملبورن والمناطق المحيطة جافة. وبشكل عام، فإن المنطقة المحيطة بملبورن تعتبر جافة نسبيًا مقارنة بمعدل الأمطار في جنوب فيكتوريا، بسبب تأثير ظل المطر. داخل المدينة والمناطق المجاورة، تتفاوت كمية الأمطار بشكل كبير، حيث تتراوح من حوالي 425 ملم في منطقة ليتل ريفر إلى 1250 ملم على الحافة الشرقية في جيمبروك. تتلقى ملبورن حوالي 48.6 يومًا صافياً في السنة. وتتراوح درجات نقطة الندى في الصيف بين 9.5 و11.7 درجة مئوية.
تعاني ملبورن أيضًا من زخات رعدية متفرقة تتكون عندما تعبر كتلة هوائية باردة الولاية، خاصة مع وجود تدفئة نهارية كبيرة. تكون هذه الزخات غالبًا شديدة ويمكن أن تشمل البَرَد والعواصف الهوجاء وانخفاضات ملحوظة في درجات الحرارة، لكنها عادة ما تمر بسرعة مع تحسن سريع في الطقس ليصبح مشمسًا وهادئًا نسبيًا وترتفع الحرارة مرة أخرى إلى ما كانت عليه قبل الزخة. يمكن أن يحدث هذا خلال دقائق ويكرر عدة مرات في اليوم، مما أكسب ملبورن شهرة بأنها تشهد "أربعة فصول في يوم واحد"، وهي عبارة شائعة في الثقافة المحلية. أدنى درجة حرارة سجلت في ملبورن كانت −2.8 درجة مئوية في 21 يوليو 1869. أما أعلى درجة حرارة فكانت 46.4 درجة مئوية في 7 فبراير 2009. رغم أنه يُرى أحيانًا تساقط للثلوج في المناطق المرتفعة على أطراف المدينة، وتمت ملاحظة تساقطات خفيفة في عام 2020، إلا أنه لم يُسجل تساقط ثلج في وسط المدينة التجاري منذ عام 1986.

تكون درجة حرارة مياه البحر في ملبورن أكثر دفئًا من المحيطات المحيطة خلال أشهر الصيف، وأبرد خلال الشتاء. ويرجع ذلك أساسًا إلى أن خليج بورت فيليب هو خليج مغلق وضحل إلى حد كبير، مما يحميه من تأثير المحيط، وهذا يؤدي إلى تفاوت أكبر في درجات الحرارة بين الفصول.
| البيانات المناخية لـملبورن (1991–2020 averages, 1970–2024 extremes) | البيانات المناخية لـملبورن (1991–2020 averages, 1970–2024 extremes) | البيانات المناخية لـملبورن (1991–2020 averages, 1970–2024 extremes) | البيانات المناخية لـملبورن (1991–2020 averages, 1970–2024 extremes) | البيانات المناخية لـملبورن (1991–2020 averages, 1970–2024 extremes) | البيانات المناخية لـملبورن (1991–2020 averages, 1970–2024 extremes) | البيانات المناخية لـملبورن (1991–2020 averages, 1970–2024 extremes) | البيانات المناخية لـملبورن (1991–2020 averages, 1970–2024 extremes) | البيانات المناخية لـملبورن (1991–2020 averages, 1970–2024 extremes) | البيانات المناخية لـملبورن (1991–2020 averages, 1970–2024 extremes) | البيانات المناخية لـملبورن (1991–2020 averages, 1970–2024 extremes) | البيانات المناخية لـملبورن (1991–2020 averages, 1970–2024 extremes) | البيانات المناخية لـملبورن (1991–2020 averages, 1970–2024 extremes) | البيانات المناخية لـملبورن (1991–2020 averages, 1970–2024 extremes) |
| الشهر                                                               | يناير                                                               | فبراير                                                              | مارس                                                                | أبريل                                                               | مايو                                                                | يونيو                                                               | يوليو                                                               | أغسطس                                                               | سبتمبر                                                              | أكتوبر                                                              | نوفمبر                                                              | ديسمبر                                                              | المعدل السنوي                                                       |
| ------------------------------------------------------------------- | ------------------------------------------------------------------- | ------------------------------------------------------------------- | ------------------------------------------------------------------- | ------------------------------------------------------------------- | ------------------------------------------------------------------- | ------------------------------------------------------------------- | ------------------------------------------------------------------- | ------------------------------------------------------------------- | ------------------------------------------------------------------- | ------------------------------------------------------------------- | ------------------------------------------------------------------- | ------------------------------------------------------------------- | ------------------------------------------------------------------- |
| الدرجة القصوى °م (°ف)                                               | 46.0 (114.8)                                                        | 46.8 (116.2)                                                        | 40.8 (105.4)                                                        | 34.5 (94.1)                                                         | 27.0 (80.6)                                                         | 21.8 (71.2)                                                         | 22.7 (72.9)                                                         | 25.6 (78.1)                                                         | 30.2 (86.4)                                                         | 36.0 (96.8)                                                         | 41.6 (106.9)                                                        | 44.6 (112.3)                                                        | 46.8 (116.2)                                                        |
| الحد الأقصى المتوسط °م (°ف)                                         | 40.4 (104.7)                                                        | 38.2 (100.8)                                                        | 34.7 (94.5)                                                         | 28.8 (83.8)                                                         | 22.7 (72.9)                                                         | 18.0 (64.4)                                                         | 17.3 (63.1)                                                         | 19.8 (67.6)                                                         | 24.6 (76.3)                                                         | 30.2 (86.4)                                                         | 34.3 (93.7)                                                         | 37.6 (99.7)                                                         | 41.3 (106.3)                                                        |
| متوسط درجة الحرارة الكبرى °م (°ف)                                   | 27.0 (80.6)                                                         | 26.7 (80.1)                                                         | 24.4 (75.9)                                                         | 20.6 (69.1)                                                         | 16.7 (62.1)                                                         | 14.0 (57.2)                                                         | 13.4 (56.1)                                                         | 14.7 (58.5)                                                         | 17.1 (62.8)                                                         | 20.0 (68.0)                                                         | 22.6 (72.7)                                                         | 24.8 (76.6)                                                         | 20.2 (68.3)                                                         |
| المتوسط اليومي °م (°ف)                                              | 20.6 (69.1)                                                         | 20.6 (69.1)                                                         | 18.6 (65.5)                                                         | 15.4 (59.7)                                                         | 12.5 (54.5)                                                         | 10.2 (50.4)                                                         | 9.6 (49.3)                                                          | 10.4 (50.7)                                                         | 12.1 (53.8)                                                         | 14.3 (57.7)                                                         | 16.6 (61.9)                                                         | 18.5 (65.3)                                                         | 14.9 (58.8)                                                         |
| متوسط درجة الحرارة الصغرى °م (°ف)                                   | 14.2 (57.6)                                                         | 14.4 (57.9)                                                         | 12.8 (55.0)                                                         | 10.1 (50.2)                                                         | 8.3 (46.9)                                                          | 6.4 (43.5)                                                          | 5.8 (42.4)                                                          | 6.0 (42.8)                                                          | 7.2 (45.0)                                                          | 8.7 (47.7)                                                          | 10.6 (51.1)                                                         | 12.3 (54.1)                                                         | 9.7 (49.5)                                                          |
| الحد الأدنى المتوسط °م (°ف)                                         | 8.5 (47.3)                                                          | 8.7 (47.7)                                                          | 7.1 (44.8)                                                          | 4.4 (39.9)                                                          | 3.0 (37.4)                                                          | 1.3 (34.3)                                                          | 0.9 (33.6)                                                          | 1.1 (34.0)                                                          | 1.8 (35.2)                                                          | 3.1 (37.6)                                                          | 4.9 (40.8)                                                          | 6.6 (43.9)                                                          | 0.2 (32.4)                                                          |
| أدنى درجة حرارة °م (°ف)                                             | 6.0 (42.8)                                                          | 4.8 (40.6)                                                          | 3.7 (38.7)                                                          | 1.2 (34.2)                                                          | 0.6 (33.1)                                                          | −0.9 (30.4)                                                         | −2.5 (27.5)                                                         | −2.5 (27.5)                                                         | −1.1 (30.0)                                                         | 1.0 (33.8)                                                          | 0.9 (33.6)                                                          | 3.5 (38.3)                                                          | −2.5 (27.5)                                                         |
| الهطول مم (إنش)                                                     | 39.3 (1.55)                                                         | 41.4 (1.63)                                                         | 37.5 (1.48)                                                         | 42.1 (1.66)                                                         | 34.3 (1.35)                                                         | 41.5 (1.63)                                                         | 32.8 (1.29)                                                         | 39.3 (1.55)                                                         | 46.1 (1.81)                                                         | 48.5 (1.91)                                                         | 60.1 (2.37)                                                         | 52.5 (2.07)                                                         | 515.5 (20.30)                                                       |
| متوسط أيام هطول الأمطار (≥ 0.2 mm)                                  | 8.3                                                                 | 7.5                                                                 | 8.4                                                                 | 9.9                                                                 | 12.0                                                                | 13.0                                                                | 14.0                                                                | 14.8                                                                | 13.9                                                                | 12.5                                                                | 10.8                                                                | 9.9                                                                 | 135.0                                                               |
| Average afternoon رطوبة نسبية (%)                                   | 44                                                                  | 45                                                                  | 46                                                                  | 50                                                                  | 59                                                                  | 65                                                                  | 63                                                                  | 57                                                                  | 53                                                                  | 49                                                                  | 47                                                                  | 45                                                                  | 52                                                                  |
| ساعات سطوع الشمس الشهرية                                            | 272.8                                                               | 231.7                                                               | 226.3                                                               | 183.0                                                               | 142.6                                                               | 120.0                                                               | 136.4                                                               | 167.4                                                               | 186.0                                                               | 226.3                                                               | 225.0                                                               | 263.5                                                               | 2٬381                                                               |
| نسبة وصول أشعة الشمس                                                | 61                                                                  | 61                                                                  | 59                                                                  | 56                                                                  | 46                                                                  | 43                                                                  | 45                                                                  | 51                                                                  | 52                                                                  | 56                                                                  | 53                                                                  | 58                                                                  | 53                                                                  |
| المصدر:                                                             |                                                                     |                                                                     |                                                                     |                                                                     |                                                                     |                                                                     |                                                                     |                                                                     |                                                                     |                                                                     |                                                                     |                                                                     |                                                                     |

## الهيكل الحضري
تمتد المنطقة الحضرية في ملبورن على مساحة تقارب 2704 كيلومتر مربع، مما يجعلها الأكبر في أستراليا والـ33 على مستوى العالم. يشكل نظام شوارع هودل (Hoddle Grid)، وهو شبكة من الشوارع بقياسات تقارب 1 ميل في 0.5 ميل (1.61 كيلومتر في 0.80 كيلومتر)، النواة الأساسية لمنطقة الأعمال المركزية في ملبورن. ويحد الحافة الجنوبية لهذه الشبكة نهر يارا. أحدثت التطورات المكتبية والتجارية والعامة في المناطق المجاورة مثل ساوثبانك ودوكلاندز امتدادًا فعليًا لمنطقة الأعمال المركزية، رغم اختلاف التسمية. ومن نتائج تخطيط منطقة الأعمال المركزية وجود شبكة من الأزقة والأروقة مثل بلوك أركيد ورويال أركيد.
تُعد منطقة الأعمال المركزية في ملبورن الأكثف كثافة سكانية في أستراليا، إذ يعيش بها حوالي 19,500 نسمة لكل كيلومتر مربع، وهي موطن لأكبر عدد من ناطحات السحاب مقارنة بأي مدينة أسترالية أخرى، حيث يعد برج أستراليا 108 في ساوثبانك هو الأعلى ارتفاعًا. أما أحدث ناطحة سحاب مخططة في المدينة، والمعروفة باسم "ساوثبانك باي بيولاه" أو "العمود الأخضر"، فقد حصلت مؤخرًا على الموافقة للبناء، ومن المتوقع أن تصبح أعلى مبنى في أستراليا بحلول عام 2025.
تحتوي منطقة الأعمال المركزية والمناطق المحيطة عليها على العديد من المباني التاريخية الهامة مثل مبنى المعرض الملكي، وقاعة مدينة ملبورن، ومبنى البرلمان. وعلى الرغم من أن هذه المنطقة توصف كمركز للمدينة، إلا أنها ليست المركز الديموغرافي الفعلي لملبورن بسبب التوسع الحضري في الجنوب الشرقي، حيث يقع المركز الديموغرافي في كامبرويل. تعكس ملبورن، مثل معظم عواصم أستراليا، التوسع الحضري الذي حدث بعد بداية القرن العشرين استنادًا إلى فكرة "منزل وحديقة على ربع فدان" لكل عائلة، وهي الفكرة المعروفة محليًا بـ "الحلم الأسترالي". مع تزايد شعبية السيارات الخاصة بعد عام 1945، أدى ذلك إلى هيكل حضري يعتمد بشكل كبير على السيارات، خصوصًا في الضواحي الوسطى والخارجية. لذلك، تتميز معظم أحياء ملبورن الحضرية بانتشار منخفض الكثافة، في حين تتسم المناطق القريبة من وسط المدينة بتكوينات حضرية متوسطة الكثافة وموجهة نحو النقل العام. أما وسط المدينة، ودوكلاندز، وطريق سانت كيلدا، وساوثبانك فتشهد كثافة سكانية عالية.
غالبًا ما يُطلق على ملبورن لقب "مدينة الحدائق" في أستراليا، وتُعرف ولاية فيكتوريا باسم "ولاية الحدائق". تنتشر العديد من الحدائق والمتنزهات في ملبورن، خاصة بالقرب من منطقة الأعمال المركزية، وتحتوي على مجموعة متنوعة من النباتات الشائعة والنادرة ضمن مناظر طبيعية جميلة ومسارات للمشاة وشوارع تصطف على جانبيها الأشجار. تُعتبر حدائق ملبورن من بين أفضل الحدائق العامة في جميع المدن الكبرى في أستراليا. كما توجد حدائق كثيرة في الضواحي المحيطة بملبورن، مثل بلديات ستونينغتون وبوروندارا وبورت فيليب، جنوب شرق منطقة الأعمال المركزية. تم تعيين عدة حدائق وطنية حول المنطقة الحضرية لملبورن، منها حديقة شبه جزيرة مورنينغتون الوطنية، وحديقة الميناء الوطنية لرؤوس فيليب البحرية، وحديقة بوينت نيبيان الوطنية في الجنوب الشرقي، وحديقة أورغان بايبس الوطنية في الشمال، وحديقة نطاقات داندينونغ الوطنية في الشرق. وهناك أيضًا عدة حدائق حكومية مهمة تقع خارج ملبورن.
تُقسم منطقة ملبورن الحضرية الواسعة رسميًا إلى مئات الأحياء لأغراض العنوان والبريد، وتُدار عبر مناطق حكومية محلية، يبلغ عددها 31 منطقة داخل النطاق الحضري.

### الإسكان
تضم ملبورن نسبة ضئيلة من الإسكان العام، في ظل ارتفاع كبير في الطلب على وحدات الإيجار السكني، وهو ما أدى إلى صعوبة تحمل تكاليف السكن بالنسبة لبعض السكان. وتقوم وزارة الأسرة والعدالة والمساواة التابعة لحكومة ولاية فيكتوريا بإدارة وتوفير الإسكان العام، ضمن إطار اتفاقية الإسكان المشتركة بين الكومنولث والولايات، والتي تُموَّل من قبل كل من الحكومتين الفدرالية والولائية.
وتشهد ملبورن نموًا سكانيًا مرتفعًا، ما يخلق طلبًا متزايدًا على المساكن. وقد أدى هذا الازدهار في سوق الإسكان إلى ارتفاع أسعار المنازل والإيجارات، وزيادة في توفر مختلف أنواع المساكن. وتُقسّم الأراضي السكنية بانتظام في المناطق الخارجية من المدينة، حيث يقدم العديد من المطورين عروضًا تشمل شراء الأرض والمنزل معًا. ومع ذلك، ومنذ إطلاق سياسة "ملبورن 2030" في عام 2002، شجعت السياسات التخطيطية على تنمية متوسطة وعالية الكثافة في المناطق القائمة التي تتمتع بوصول جيد إلى وسائل النقل العام والخدمات الأخرى. ونتيجة لذلك، شهدت الضواحي الوسطى والخارجية من ملبورن أعمال إعادة تطوير كبيرة في مواقع صناعية وسكنية مهجورة.

## العمارة
استنادًا إلى اندفاع الذهب في خمسينيات القرن التاسع عشر وازدهار سوق الأراضي في ثمانينياته، نالت ملبورن شهرة واسعة كواحدة من أبرز المدن في العصر الفيكتوري على مستوى العالم، وتظل هذه الشهرة قائمة بفضل تنوع العمارة الفيكتورية فيها. وتتركز أعداد كبيرة من المباني الفيكتورية المحفوظة بشكل جيد في الضواحي الداخلية مثل كارلتون، إيست ملبورن، وساوث ملبورن. من أبرز المعالم المعمارية الفيكتورية في ملبورن المبنى الملكي للمعرض المدرج ضمن مواقع التراث العالمي، والمكتب البريدي العام، وفندق وندسور، وأركيد بلوك. بالمقابل، لا يتبقى الكثير من المباني التي تعود لفترة ما قبل اندفاع الذهب، ومن بين القليل المتبقي كاتدرائية سانت جيمس القديمة وكنيسة سانت فرانسيس في منطقة الأعمال المركزية. كما تم هدم العديد من المعالم الفيكتورية بعد الحرب العالمية الثانية، مثل فندق القهوة الفدرالي ومبنى APA، الذي كان من أوائل ناطحات السحاب في المدينة. وللحفاظ على التراث التاريخي، أُنشئت قوائم حماية وترتيبات للحفاظ على المباني التاريخية.
مع توسع المدينة في أوائل القرن العشرين، سُجلت ضواحي مثل هاوثورن وكامبرويل بأنماط معمارية مستوحاة من فترة الاتحاد الأسترالي والأسلوب الإدواردي، حيث تُعد حمامات المدينة التي بُنيت عام 1903 مثالًا بارزًا على هذا الأسلوب. كذلك، يُعد مبنى نيكولاس عام 1926 أرقى مثال على أسلوب مدرسة شيكاغو في المدينة، بينما يظهر تأثير فن الديكو في مبنى مانشستر يونايتد الذي اكتمل عام 1932. تضم المدينة أيضًا نصب التذكار الذي أُقيم لتكريم رجال ونساء فيكتوريا الذين شاركوا في الحرب العالمية الأولى، وهو اليوم نصب تذكاري لجميع الأستراليين الذين خدموا في الحروب.
العمارة السكنية في ملبورن متنوعة ولا تنحصر في طراز واحد، بل تتشكل من مزيج يشمل منازل كبيرة على طراز "ماكنشن" خاصة في مناطق التوسع الحضري، بالإضافة إلى مبانٍ سكنية وشقق وبيوت متلاصقة تميز الأحياء ذات الكثافة المتوسطة في وسط المدينة. وتنتشر المنازل المنفصلة ذات الحدائق الكبيرة نسبيًا في المناطق الخارجية. أما في الأحياء الداخلية مثل كارلتون وفيتزروي، وأيضًا في ضواحي مثل توراك، فهناك انتشار واضح لمساكن التيراس الفيكتورية، والبيوت المتلاصقة، والقصور التاريخية بطرازات إيطالي، وتودوري جديد، ونيو جورجيان.

## الثقافة
يُشار إلى ملبورن غالبًا على أنها "العاصمة الثقافية لأستراليا"، لما تتميز به من مشهد مزدهر في الموسيقى والمسرح والفنون، إلى جانب استضافتها لتشكيلة متنوعة من الفعاليات والمهرجانات الثقافية، مثل "مهرجان ملبورن الدولي للفنون"، و"مهرجان ملبورن فرينج"، و"موومبا"، الذي يُعد أكبر مهرجان مجتمعي مجاني في أستراليا. وخلال معظم عقد 2010، تصدّرت ملبورن تصنيف "وحدة الإيكونوميست للمعلومات" لأكثر مدن العالم ملاءمة للعيش، ويرجع ذلك جزئيًا إلى مزاياها الثقافية.
تأسست مكتبة ولاية فيكتوريا في عام 1854، وتُعد من أقدم المكتبات العامة المجانية في العالم، وكانت رابع أكثر مكتبة زيارة على مستوى العالم حتى عام 2018. وخلال فترة الازدهار في القرن التاسع عشر، قدّم كتّاب وشعراء ملبورن مثل ماركوس كلارك وآدم ليندساي غوردون ورولف بولدروود رؤى كلاسيكية عن الحياة الاستعمارية، فيما سجل العديد من الكتّاب الزائرين انطباعات أدبية عن المدينة؛ إذ وصفها هنري كيندال بأنها "بوهيميا برية وكئيبة"، بينما قال هنري كينغزلي إن نموها السريع "يفوق كل تجربة بشرية". وتدور أحداث رواية لغز العربة الأجرة (1886) للكاتب فيرغوس هيوم، وهي أكثر روايات الجريمة مبيعًا في ذلك العصر، في ملبورن، كما هو الحال مع ديوان أغاني الرجل العاطفي (1915) للشاعر سي. جي. دينيس، وهو أكثر كتب الشعر مبيعًا في أستراليا.
ومن بين الكتّاب المعاصرين الذين حددوا أحداث رواياتهم في ملبورن بيتر كاري، وهيلين غارنر، وجيرالد مورنين. وتضم المدينة أكبر تنوّع من المكتبات في البلاد، إلى جانب كونها مركز النشر الأكبر في أستراليا. وتستضيف المدينة أيضًا "مهرجان كتّاب ملبورن" و"جوائز رئيس وزراء فيكتوريا الأدبية". وفي عام 2008، أصبحت ملبورن ثاني مدينة تنال لقب "مدينة الأدب" من اليونسكو.
تضم ملبورن العديد من المسارح، يتركز ثمانية منها في منطقة مسارح الشرق، وتشمل مسارح أثينيوم العائدة للعصر الفيكتوري، وهر ماجستي، وبرنسيس، بالإضافة إلى مسرحيتي فوروم وريجنت. من المسارح المدرجة ضمن التراث أيضًا مسرح ذا كابيتول المبتكر ومسرح باليه في سانت كيلدا، وهو أكبر مسرح جلوس في أستراليا بسعة 3000 مقعد. يقع حي الفنون في ساوثبانك، ويضم مركز الفنون بملبورن الذي يحتوي على المسرح الوطني وقاعة هامير، بالإضافة إلى مركز العروض الموسيقية، مسرح مالتهاوس، ومسرح ساوثبانك الذي يضم شركة ملبورن للمسرح، أقدم شركة مسرحية احترافية في أستراليا. كما تحتضن المنطقة فرقة الباليه الأسترالية، أوبرا أستراليا، وأوركسترا ملبورن السيمفونية. تشارك العديد من مسارح ملبورن مع قاعة بلدية ملبورن في استضافة مهرجان ملبورن الدولي للكوميديا السنوي، والذي يعد من أكبر ثلاثة مهرجانات كوميدية في العالم.
وصفت ملبورن بأنها "عاصمة الموسيقى الحية في العالم"، حيث أظهرت دراسة أن المدينة تحتوي على أكبر عدد من أماكن الموسيقى نسبة إلى عدد السكان مقارنة بأي مدينة عالمية أخرى، مع تسجيل 17.5 مليون زيارة لـ 553 مكانًا في عام 2016. كانت نيللي ميلبا، مغنية الأوبرا وأول نجمة موسيقية عالمية لأستراليا، قد استوحت اسمها الفني من مسقط رأسها ملبورن. تبعها الملحن بيرسي جرينجر ليصبح أشهر شخصية من ملبورن في عصر إدوارد. استضافت صالة سيدني ماير الموسيقية في كينغز دومين أكبر جمهور حضر حفل موسيقي في أستراليا حينما شاهد حوالي 200,000 شخص فرقة ملبورن ذا سيكرز في عام 1967. ساهم برنامج "كاونتداون" الذي عرض بين 1974 و1987 في إطلاق مسيرة فرق محلية متنوعة مثل AC/DC وكايلي مينوغ. شهدت ملبورن ازدهار عدة مشاهد موسيقية بعد البانك في أواخر السبعينيات وأوائل الثمانينيات، بما في ذلك مشهد "ليتل باند" ومشهد قاعة كريستال في سانت كيلدا، التي أنجبت فرقًا مثل "ديد كان دانس" و"نيك كيف آند ذا باد سيدز". من الفرق المستقلة الحديثة التي حققت شهرة عالمية من ملبورن: ذا أفالانسز، جوتي، وكينج جيزارد أند ذا ليزارد ويزارد. كما تُعتبر ملبورن مركزًا لموسيقى الرقص الإلكتروني، ومنبعًا لأنماط مثل "ميلبورن باونس" و"ميلبورن شفل" التي نشأت من مشهد الرقص تحت الأرض.
تأسس المعرض الوطني لفيكتوريا عام 1861، وهو أقدم وأكبر متحف فني في أستراليا، ويدير مجموعاته عبر موقعين: "NGV International" في ساوثبانك و"NGV Australia" في فيديريشن سكوير. نشأت في ملبورن عدة حركات فنية، أبرزها مدرسة هايدلبرغ الانطباعية، التي سُميت على اسم ضاحية كان الفنانون يتجمعون فيها للرسم في الهواء الطلق في ثمانينيات القرن التاسع عشر. تبعها في عشرينيات القرن العشرين فنانو المدرسة التونالية الأسترالية، ممن أسسوا "مونتسالفات" في إلثام، أقدم مستعمرة فنية باقية في أستراليا. في منتصف القرن العشرين أصبحت ملبورن معقلًا للحداثة التصويرية من خلال لوحات مجموعتي "الأنتيبوديانتس" و"أنغري بنغوينز"، حيث كانت الأخيرة تجتمع في مزرعة ريفية في بولين، والتي أصبحت الآن متحف هايد للفن الحديث. تضم المدينة أيضًا المركز الأسترالي للفن المعاصر والعديد من المعارض المستقلة ومساحات الفنانين. في الألفية الجديدة، ازدهر فن الشارع في ملبورن، حيث وصف "بانكسي" مشهد الجرافيتي فيها بأنه "يتصدر العالم"، وأصبحت "معارض الأزقة" من المواقع السياحية المهمة؛ فعلى سبيل المثال، تجذب زقاق هوسيير المزيد من الوسوم على إنستغرام مقارنة ببعض الوجهات التقليدية مثل حديقة حيوان ملبورن. تتنوع الأعمال الفنية العامة في ملبورن من نصب بيرك وويلز (1865) إلى النحت التجريدي "فولت" (1978)، الذي يُعتبر نقطة مرجعية شهيرة بين مصممي المدينة.
يحتوي الأرشيف الوطني للأفلام والصوت في أستراليا على أقدم فيلم، وهو لسباق ملبورن كوب لعام 1896. ساهم صانعو الأفلام في ملبورن في انطلاق أول طفرة سينمائية في أستراليا مع فيلم "قصة عصابة كيلي" (1906)، الذي صُور بعد ربع قرن من إعدام الخارج عن القانون نيد كيلي في سجن ملبورن القديم، ويُعترف به كأول فيلم روائي طويل في العالم. استمرت ملبورن في ريادتها لإنتاج الأفلام حتى منتصف عشرينيات القرن العشرين، قبل أن تؤدي عدة عوامل، منها حظر أفلام الخارجين عن القانون، إلى تراجع الصناعة لعقود. من الأفلام الملحوظة التي صُورت وأُعدت في ملبورن خلال تلك الفترة "على الشاطئ" (1959). عقب نهضة السينما الأسترالية في السبعينيات، تم تصوير العديد من الأفلام في ملبورن، منها "ماد ماكس" (1979)، "رومبر ستومبر" (1992)، "تشوبر" (2000)، و"مملكة الحيوان" (2010). بدأ مهرجان ملبورن السينمائي الدولي في عام 1952، وهو من أقدم المهرجانات السينمائية في العالم. أُطلقت جوائز الأكاديمية الأسترالية لفنون الشاشة (AACTA) من خلال المهرجان في عام 1958. يعد استوديوهات دوكلاندز أكبر مجمع للأفلام والتلفزيون في المدينة وجذبت إنتاجات دولية كبرى. كما تستضيف ملبورن المركز الأسترالي لصورة الحركة والمقر الرئيسي لشركة فيليدج رودشوو بيكتشرز، أكبر شركة إنتاج أفلام في أستراليا.

## الرياضة
تُعرف ملبورن منذ زمن طويل بأنها "عاصمة الرياضة في أستراليا"، نظرًا لدورها البارز في تطوير الرياضة الأسترالية، وتنوّع وجودة فعالياتها ومرافقها الرياضية، إلى جانب معدلات المشاركة والحضور الجماهيري العالية. وتضم المدينة 27 فريقًا رياضيًا محترفًا يشاركون على المستوى الوطني، وهي بذلك تتفوّق على أي مدينة أسترالية أخرى من حيث عدد الفرق.
وقد حظيت سمعة ملبورن الرياضية بتقدير عالمي في عام 2016، عندما منحتها "جوائز المدينة الرياضية القصوى" في سويسرا لقب "المدينة الرياضية لعقد كامل"، بعد أن احتلت المرتبة الأولى عالميًا كأفضل مدينة رياضية ثلاث مرات على التوالي كل عامين.
استضافت المدينة عددًا من الفعاليات الرياضية الدولية الكبرى، أبرزها الألعاب الأولمبية الصيفية لعام 1956، والتي كانت أول دورة أولمبية تُقام خارج أوروبا والولايات المتحدة. كما استضافت ملبورن دورة ألعاب الكومنولث لعام 2006، وتُعد موطنًا لعدة فعاليات دولية سنوية كبرى، من بينها بطولة أستراليا المفتوحة، وهي أولى بطولات الغراند سلام الأربع الكبرى في كرة المضرب.
ويُقام "كأس ملبورن" منذ عام 1861، وأُعلن يومه عطلة رسمية لسكان ملبورن ابتداءً من عام 1873؛ وهو أغنى سباق خيل بنظام الوزن والتكافؤ في العالم، ويُعرف باسم "السباق الذي يوقف أمة". ومنذ عام 1996، تُقام جائزة أستراليا الكبرى للفورمولا 1 على حلبة ألبرت بارك.
تُعتبر لعبة الكريكيت من أوائل الرياضات التي تم تنظيمها في ملبورن، حيث تأسس نادي ملبورن للكريكيت خلال ثلاث سنوات فقط من بداية الاستيطان. يدير النادي أحد أكبر الملاعب في العالم، وهو ملعب ملبورن للكريكيت الذي يتسع لحوالي 100,000 متفرج. تأسس الملعب في عام 1853، ويشتهر باستضافته لأول مباراة اختبارية وأول مباراة دولية بنظام الأدوار المحددة ، والتي جرت بين أستراليا وإنجلترا في عامي 1877 و1971 على التوالي. كما يحتضن الملعب المتحف الوطني للرياضة ويعد الملعب الرئيسي لفريق فيكتوريا للكريكيت. على مستوى دوري العشرين عشر (Twenty20)، تتنافس فرقتا ملبورن ستارز وملبورن رينيغيدز في دوري البيج باش.
كرة القدم الأسترالية، وهي الرياضة الأكثر شعبية من حيث عدد المشاهدين في أستراليا، تعود جذورها إلى مباريات جرت في الحدائق المجاورة لملعب ملبورن للكريكيت عام 1858. وتم وضع أول قوانين للعبة في العام التالي من قبل نادي ملبورن لكرة القدم، الذي كان أيضًا من الأعضاء المؤسسين لدوري كرة القدم الأسترالية في عام 1896، وهو أعلى منافسة احترافية في هذه الرياضة. يقع مقر دوري كرة القدم الأسترالية في ملعب دوكلاندز، ويضم الدوري ثمانية أندية أخرى مقرها في ملبورن، وهي كارلتون، كولنغوود، إيسندون، هوثورن، نورث ملبورن، ريتشموند، سانت كيلدا، ووستيرن بولدوغز. تستضيف المدينة ما يصل إلى خمس مباريات دوري كرة القدم الأسترالية في كل جولة خلال موسم المباريات الخارجية، ويبلغ متوسط الحضور في كل مباراة حوالي 40,000 متفرج. ويُعد نهائي دوري كرة القدم الأسترالية الكبير، الذي يُقام تقليديًا في ملعب ملبورن للكريكيت، الحدث الرياضي للنادي الأكثر حضورًا في العالم.
في كرة القدم (السوكير)، تمثل ملبورن أندية ملبورن فيكتوري، ملبورن سيتي إف سي، وويسترن يونايتد إف سي في دوري A-League. وفي دوري الرجبي الوطني، تمثل المدينة فريق ملبورن ستورم. كما شهدت الرياضات الأمريكية الشعبية في ملبورن زيادة في الاهتمام: فرق كرة السلة ساوث إيست ملبورن فينيكس وملبورن يونايتد تشارك في الدوري الوطني لكرة السلة، بينما يلعب فريقي ملبورن آيس وملبورن مستانغز في دوري الهوكي على الجليد الأسترالي، وملبورن إيسيس يشارك في دوري البيسبول الأسترالي. كما تعتبر رياضة التجديف جزءًا من هوية الرياضة في ملبورن، حيث توجد عدة أندية على نهر يارا، التي تدرب فيها العديد من الأستراليين المشاركين في الألعاب الأولمبية.

## الاقتصاد
يمتاز اقتصاد ملبورن بالتنوع الكبير، مع تركيز خاص على قطاعات المالية، التصنيع، البحث العلمي، تكنولوجيا المعلومات، التعليم، اللوجستيات، النقل والسياحة. تستضيف المدينة مقرات العديد من أكبر الشركات الأسترالية، من بينها خمس من أكبر عشر شركات في البلاد من حيث الإيرادات، وخمس من أكبر سبع شركات من حيث القيمة السوقية، مثل بنك ANZ، شركة BHP، البنك الوطني الأسترالي، شركة CSL وشركة تيلسترا. كما تضم ملبورن هيئات تمثيلية ومراكز فكرية مثل مجلس الأعمال الأسترالي والمجلس الأسترالي للنقابات العمالية. تضم ضواحي ملبورن أيضاً مكاتب رئيسية لشركات مثل مجموعة كولز (مالكة سوبرماركت كولز)، وشركات ويسفارمرز مثل بونينغز وتارغيت وكي-مارت وأوفيس وركس، بالإضافة إلى المقر الرئيسي للبريد الأسترالي. تحتضن المدينة ثاني أكبر ميناء بحري في أستراليا بعد ميناء بوتاني في سيدني، كما يعد مطار ملبورن نقطة دخول رئيسية للزوار المحليين والدوليين، ويعتبر ثاني أكثر المطارات ازدحامًا في أستراليا.
تُعد ملبورن مركزًا ماليًا مهمًا، حيث احتلت المرتبة 28 بين أكثر المراكز المالية تنافسية في العالم وفقًا لمؤشر المراكز المالية العالمية لعام 2024. مقر اثنين من أكبر أربعة بنوك في أستراليا، وهما ANZ والبنك الوطني الأسترالي، يقع في ملبورن. كما تبرز المدينة كمركز رائد لصناديق التقاعد (التأمينات الاجتماعية) في أستراليا، حيث تستحوذ على 40% من إجمالي هذه الصناديق، و65% من صناديق التقاعد الصناعية، بما في ذلك صندوق الحكومة الفيدرالية للمستقبل الذي تبلغ قيمته 109 مليار دولار أسترالي. في عام 2008، تم تصنيف ملبورن في المرتبة 41 من بين أفضل 50 مركزًا ماليًا عالميًا بحسب مؤشر مراكز التجارة العالمية لشركة ماستركارد، وكانت الثانية في أستراليا بعد سيدني التي حلت في المرتبة 12. كما تُعد ملبورن ثاني أكبر مركز صناعي في أستراليا.
تستضيف المدينة قواعد عدد من الشركات المصنعة الكبرى مثل بوينغ أستراليا، وشركات تصنيع الشاحنات كينوورث وإيفيكو، وكادبوري، بالإضافة إلى أليستوم وجايكو. كما تضم مجموعة واسعة من الصناعات الأخرى، من البتروكيماويات والأدوية إلى الملابس والورق وتصنيع الأغذية. ويقع مقر نينتندو الأسترالي في ضاحية سكورسبي جنوب شرق المدينة. كما يوجد في ملبورن مركز أبحاث وتطوير لشركة فورد أستراليا، واستوديو تصميم عالمي ومركز تقني لشركتي جنرال موتورز وتويوتا أستراليا على التوالي.
شركة CSL، واحدة من أكبر خمس شركات في مجال التكنولوجيا الحيوية في العالم، وشركة سيغما فارماسيوتيكالز، لهما مقراتهما الرئيسية في ملبورن، وهما أكبر شركتين دوائيتين مدرجة في أستراليا. كما تتمتع ملبورن بصناعة تكنولوجيا معلومات واتصالات مهمة، حيث تستضيف أكثر من نصف أكبر 20 شركة تكنولوجية في أستراليا، ويعمل بها أكثر من 91,000 شخص، ما يمثل ثلث قوة العمل في هذا القطاع في البلاد، مع إيرادات بلغت 34 مليار دولار أسترالي وصادرات بقيمة 2.5 مليار دولار أسترالي في عام 2018. بالإضافة إلى ذلك، تلعب السياحة دورًا هامًا في اقتصاد المدينة، حيث استقبلت 10.8 مليون سائح داخلي و2.9 مليون سائح دولي في عام 2018. وتجذب ملبورن أيضًا حصة متزايدة من أسواق المؤتمرات المحلية والدولية، مع بدء إنشاء مركز مؤتمرات دولي بقيمة مليار دولار أسترالي يتسع لـ 5000 مقعد في فبراير 2006، إلى جانب فندق هيلتون ومنطقة تجارية مجاورة لمركز ملبورن للمؤتمرات والمعارض، بهدف ربط التنمية على نهر يارا بمنطقة ساوث بانك وإعادة تطوير دوكلاندز التي تُقدّر بمليارات الدولارات.

### السياحة
تُعد ملبورن ثاني أكثر المدن زيارة في أستراليا والمدينة الثالثة والسبعين من حيث عدد الزوار على مستوى العالم. في عام 2018، استقبلت ملبورن حوالي 10.8 مليون سائح محلي يقضون الليالي داخل المدينة، بالإضافة إلى 2.9 مليون سائح دولي. من أبرز المعالم السياحية التي يقصدها الزوار: ساحة الاتحاد (فيديريشن سكوير)، سوق الملكة فيكتوريا، كازينو كراون، ساوثبانك، حديقة حيوان ملبورن، حوض ملبورن للأحياء المائية، دوكلاندز، المتحف الوطني للفنون في فيكتوريا، متحف ملبورن، منصة المراقبة في ملبورن، مركز الفنون في ملبورن، وملعب ملبورن للكريكيت. كما تُعد مكتبة ولاية فيكتوريا من بين أكثر المكتبات زيارة في العالم، حيث تحتل المرتبة الرابعة. حديقة الملاهي لونا بارك، المستوحاة من حديقة كوني آيلاند في نيويورك ولونا بارك في سياتل، تُعتبر أيضًا وجهة شهيرة للزوار. في استطلاع رأي سنوي أجرته مجلة كوندي ناست ترافيلر عام 2014، تم تصنيف كل من ملبورن وأوكلاند كأكثر المدن ودية في العالم. تشكل الأزقة والأروقة في ملبورن أهمية خاصة للسياحة؛ حيث كانت زقاق هوسيير يستقبل مليون زائر سنويًا قبل جائحة كوفيد-19. كما شهدت هذه الأزقة تحسينات كبيرة وظهرت فيها لوحات فنية جدارية بارزة تجذب السياح من جميع أنحاء العالم. وتعتبر ملبورن من بين أكثر مدن العالم أمانًا للمسافرين.
تشتهر ملبورن أيضًا بمشهدها الطهي الراقي الذي يجذب السياح الدوليين. شارع ليجون، الذي يمر عبر الضواحي الشمالية الداخلية لملبورن، هو وجهة شهيرة لتناول الطعام، ويضم العديد من المطاعم الإيطالية واليونانية التي تعود إلى موجات الهجرة الأوروبية السابقة إلى المدينة. تحظى مهرجانات الطعام بشعبية كبيرة في ملبورن، ويُقام العديد منها في أوائل الخريف، مما أكسب هذه الفترة لقب "مارس المجنون". من أشهر هذه الفعاليات مهرجان ملبورن للطعام والنبيذ الذي يستمر لعشرة أيام وقد انطلق عام 1993.
تستضيف ملبورن أيضًا العديد من الفعاليات والمهرجانات السنوية. يُقام مهرجان ملبورن الدولي للكوميديا سنويًا في الفترة من مارس إلى أبريل، وقد تأسس عام 1987، ويُعد واحدًا من أكبر ثلاثة مهرجانات كوميدية دولية في العالم. من المهرجانات والفعاليات الأخرى البارزة: معرض ملبورن للزهور والحدائق، مهرجان ملبورن الدولي للجاز، معرض ملبورن الملكي، ومهرجان ميدسوما.

## التركيبة السكانية
من المتوقع أن تتجاوز مدينة ملبورن مدينة سيدني لتصبح أكثر المدن سكانًا في أستراليا في الفترة بين عامي 2032 و2046.
بعد فترة من الانخفاض في الكثافة السكانية منذ الحرب العالمية الثانية، شهدت ملبورن زيادة في الكثافة السكانية داخل الضواحي الداخلية والغربية، ويرجع ذلك جزئيًا إلى سياسات التخطيط التي تبنتها حكومة فيكتوريا، مثل مبادرة الرمز البريدي 3000 وخطة ملبورن 2030، والتي هدفت إلى الحد من التوسع العمراني غير المنضبط. وحتى عام 2018، تُعد منطقة الأعمال المركزية في ملبورن (CBD) المنطقة الأكثر كثافة سكانية في أستراليا، حيث يزيد عدد سكانها على 19,000 نسمة لكل كيلومتر مربع، وتأتي ضواحي كارلتون، ساوث يارا، فيتزروي، وكولينجوود ضمن أكثر خمسة مناطق كثافة سكانية في ولاية فيكتوريا.

### الأصول والهجرة
في تعداد عام 2021، كانت الأصول العرقية الأكثر شيوعًا بين سكان ملبورن هي الإنجليزية بنسبة 24.8%، تلتها الأسترالية بنسبة 22.5%، ثم الصينية 8.8%، والإيرلندية 8.2%، والأسكتلندية 6.9%، والإيطالية 6.7%، والهندية 5.5%، واليونانية 3.6%، والألمانية 2.8%، والفيتنامية 2.5%، والفلبينية 1.7%، والهولندية 1.4%، والمالطية 1.3%، والبولندية 1.1%، والسريلانكية 1%، واللبنانية 1%. كما أشار التعداد إلى أن 0.7% من سكان ملبورن يعرفون أنفسهم على أنهم من السكان الأصليين، أي من الأبورجين وسكان جزر مضيق توريس. وفي منطقة ملبورن الكبرى، وُلد 59.9% من السكان داخل أستراليا، بينما كانت الدول الأخرى الأكثر شيوعًا لمواليد السكان الهند بنسبة 4.9%، والصين القارية 3.4%، وإنجلترا 2.7%، وفيتنام 1.8%، ونيوزيلندا 1.7%.

### اللغة
في تعداد عام 2021، بلغت نسبة سكان ملبورن الذين يستخدمون الإنجليزية فقط في منازلهم 61.1%. أما اللغات الأجنبية الأكثر انتشارًا في المنازل بين سكان المدينة فكانت الماندرين بنسبة 4.3%، والفيتنامية بنسبة 2.3%، واليونانية بنسبة 2.1%، والبنجابية بنسبة 2%، والعربية بنسبة 1.8%.

### الدين
تضم ملبورن مجموعة واسعة من الأديان، ويُعتبر المسيحية الدين الأكثر انتشارًا فيها. ويظهر ذلك من خلال كاتدرائيتي المدينة الكبيرتين: كاتدرائية القديس باتريك (الكاثوليكية الرومانية) وكاتدرائية القديس بولس (الأنجليكانية). كلاهما بُنيتا في العصر الفيكتوري وتمتازان بأهمية تراثية كبيرة كمعالم بارزة في المدينة. في السنوات الأخيرة، نما مجتمع غير المتدينين في منطقة ملبورن الكبرى ليصبح من بين الأكبر في أستراليا.
وفقًا لتعداد عام 2021، شكل الأشخاص الذين أعلنوا أنهم بلا ديانة نسبة 36.9% من السكان. وكانت المسيحية أكثر الانتماءات الدينية شعبية بنسبة 40.1%. وكانت أكبر الطوائف المسيحية هي الكاثوليكية بنسبة 20.8%، والأنجليكانية بنسبة 5.5%. أما الديانات غير المسيحية الأكثر انتشارًا فكانت الإسلام بنسبة 5.3%، والهندوسية بنسبة 4.1%، والبوذية بنسبة 3.9%، والسيخية بنسبة 1.7%، واليهودية بنسبة 0.9%.
يعيش في ملبورن أكثر من 258,000 مسلم. تتركز الحياة الدينية للمسلمين في ملبورن حول حوالي 25 مسجدًا وعدد من غرف الصلاة في الجامعات وأماكن العمل وغيرها من المواقع. اعتبارًا من عام 2000، كانت ملبورن تضم أكبر تجمع لليهود البولنديين والناجين من الهولوكوست في أستراليا، بالإضافة إلى أكبر عدد من المؤسسات اليهودية.

## التعليم
من بين أفضل عشرين مدرسة ثانوية في أستراليا حسب تصنيف "My Choice Schools"، توجد خمس مدارس في ملبورن. كما شهدت المدينة زيادة كبيرة في أعداد الطلاب الدوليين، حيث احتلت ملبورن المرتبة الرابعة عالميًا كوجهة للدراسة في الخارج في تصنيف "أفضل مدن الطلاب 2024" من QS، كما تم اختيارها في عام 2008 كواحدة من أفضل أربع مدن جامعية في العالم بعد لندن وبوسطن وطوكيو، في استطلاع أجرته جامعة رويال ملبورن للتكنولوجيا.
تضم ملبورن ثماني جامعات عامة رئيسية هي: جامعة ملبورن، وجامعة موناش، وجامعة سوينبرن للتكنولوجيا، وجامعة ديكن، ومعهد رويال ملبورن للتكنولوجيا (RMIT)، وجامعة لا تروب، والجامعة الكاثوليكية الأسترالية، وجامعة فيكتوريا.
تمتلك هذه الجامعات فروعًا متعددة داخل أستراليا وخارجها، حيث توجد فروع لجامعتي سوينبرن وموناش في ماليزيا، ولجامعة RMIT في فيتنام، بالإضافة إلى فرع آخر لجامعة موناش في إندونيسيا، ومراكز بحثية في إيطاليا والهند بالتعاون مع معهد التكنولوجيا الهندي في مومباي. تعد جامعة ملبورن، ثاني أقدم جامعة في أستراليا، الأعلى تصنيفًا بين الجامعات الأسترالية في التصنيفات العالمية الكبرى مثل QS (المركز 13)، ومجلة تايمز للتعليم العالي (المركز 34)، وتصنيف الجامعات الأكاديمية العالمي (المركز 32). كما تحتل جامعة موناش مراكز متقدمة ضمن أفضل 50 جامعة عالميًا، في تصنيفات QS ومجلة تايمز للتعليم العالي. كلا الجامعتين عضو في "مجموعة الثمانية"، وهي تحالف يضم أبرز الجامعات الأسترالية التي تقدم تعليمًا عالي الجودة.
بحلول عام 2024، صنفت جامعة RMIT في المرتبة 18 عالميًا في تخصصي الفنون والتصميم، والعمارة. بينما صنفت جامعة سوينبرن للتكنولوجيا، التي تقع في ضاحية هاورثن بملبورن، بين المراتب 76 و100 عالميًا في الفيزياء عام 2014. تمتلك جامعة ديكن حرمين رئيسيين في ملبورن وجيلونغ، وهي ثالث أكبر جامعة في ولاية فيكتوريا. شهدت السنوات الأخيرة زيادة ملحوظة في أعداد الطلاب الدوليين في جامعات ملبورن نتيجة لتوسع المقاعد المتاحة لهم. ويشرف على التعليم في المدينة قسم التعليم بولاية فيكتوريا، الذي يتولى وضع السياسات وخطط التنفيذ لضمان جودة التعليم.

## وسائل الإعلام
تخدم ملبورن ثلاث صحف يومية رئيسية: صحيفة الشمس اليومية (أسلوب التابلويد)، صحيفة العصر (مدمجة)، وصحيفة الأستراليان (وطنية واسعة النطاق). هناك ست محطات تلفزيونية رقمية مجانية تُبث في منطقة ملبورن الكبرى وجيلونغ: هيئة الإذاعة الأسترالية فيكتوريا، هيئة البث الخاص فيكتوريا، القناة السابعة ملبورن، القناة التاسعة ملبورن، القناة العاشرة ملبورن، وقناة C31 ملبورن – وهي قناة مجتمعية. تبث كل محطة (باستثناء قناة C31) قناة رئيسية وعدة قنوات فرعية. كما توجد شركات إعلامية رقمية مثل صحيفة برودشيت مقرها ملبورن وتخدمها بشكل أساسي.
تبث العديد من محطات الراديو الموجة المتوسطة والموجة العالية في منطقة ملبورن الكبرى، وتشمل محطات عامة مملوكة للدولة مثل هيئة الإذاعة الأسترالية وهيئة البث الخاص، بالإضافة إلى محطات مجتمعية. تملك بعض المحطات التجارية شبكات ملكية، فمثلاً تملك شركة نوفا إنترتينمنت محطتي نوفا 100 وسموث، وتتحكم شركة ARN في محطتي جولد 104.3 وكييس 101.1، وتدير شركة ساوذرن كروس أوستريرو محطتي فوكس وتريبل إم. تشمل محطات الشباب محطة هيئة الإذاعة الأسترالية تريبل جيه ومحطة سين التي يديرها الشباب. تسعى محطات تريبل جيه والمحطات المجتمعية بي بي إس وتريبل آر إلى بث الموسيقى غير الممثلة بشكل كافٍ. تقدم محطة جوي 94.9 برامج للجماهير المثلية والمتحولة جنسيًا. وتختص محطتا 3MBS ومحطة هيئة الإذاعة الأسترالية كلاسيك إف إم بالموسيقى الكلاسيكية، في حين تعد محطة لايت إف إم محطة مسيحية عصرية. تشمل محطات الموجة المتوسطة محطات هيئة الإذاعة الأسترالية مثل راديو ملبورن والراديو الوطني والراديو الإخباري، بالإضافة إلى محطتي 3AW (حديث) وماجيك (موسيقى هادئة) التابعةان لشركة ناين إنترتينمنت. تبث محطة SEN 1116 تغطيات رياضية. تمتلك ملبورن العديد من المحطات المجتمعية التي تخدم اهتمامات بديلة مثل 3CR و3KND (للشعوب الأصلية). كما توجد في العديد من الضواحي محطات مجتمعية منخفضة القوة تخدم الجمهور المحلي.

## الحوكمة
تنقسم إدارة ملبورن بين حكومة ولاية فيكتوريا و27 مدينة وأربع مناطق ريفية تشكل المنطقة الحضرية الكبرى. لا يوجد رئيس رسمي أو سياسي لمدينة ملبورن، لكن عمدة مدينة ملبورن غالبًا ما يؤدي دورًا رمزيًا كالأول بين الأقران.
تتولى الحكومات المحلية مسؤولية تقديم الخدمات المنصوص عليها في قانون الحكم المحلي لعام 1989، مثل التخطيط العمراني وإدارة النفايات. أما معظم الخدمات الحكومية الأخرى فتُقدم أو تُنظم من قبل حكومة ولاية فيكتوريا، التي تمارس سلطتها من مبنى البرلمان في شارع سبرينغ. وتشمل هذه الخدمات ما يعادل الخدمات المحلية في دول أخرى، مثل النقل العام، والطرق الرئيسية، وتنظيم المرور، وأعمال الشرطة، والتعليم ما بعد مرحلة ما قبل المدرسة، والرعاية الصحية، وتخطيط المشاريع الكبرى للبنية التحتية.

## النقل

### الطرق
تعتمد ملبورن بشكل كبير على السيارات في وسائل النقل مثل العديد من المدن الأسترالية، خاصة في المناطق الضواحي الخارجية التي تشهد أكبر عدد من عمليات شراء السيارات، حيث يبلغ عدد المركبات الخاصة حوالي 3.6 مليون مركبة تستخدم شبكة طرق تمتد على 22,320 كيلومترًا، مما يجعل ملبورن من بين المدن التي تمتلك أطول طول طرق لكل فرد في العالم. في أوائل القرن العشرين، زاد الإقبال على السيارات، مما أدى إلى توسع واسع في الضواحي ونمط توسع عمراني يعرف بالتمدن المتناثر، حيث كان سكان جميع المدن الأسترالية يعيشون في الضواحي ويتنقلون يوميًا إلى المدينة للعمل. بحلول منتصف خمسينيات القرن العشرين، كان هناك أقل من 200 سيارة لكل 1000 شخص، وارتفع هذا العدد إلى 600 سيارة لكل 1000 شخص بحلول عام 2013.
تدير هيئة فيكرودز التابعة لوزارة النقل شبكة الطرق في ولاية فيكتوريا، التي تشرف على التخطيط والتنسيق. أما صيانة الطرق فتتم من قبل جهات مختلفة حسب نوع الطريق؛ فالصيانة المحلية تقع على عاتق الحكومات المحلية، في حين تتحمل فيكرودز مسؤولية الطرق الثانوية والرئيسية. الطرق السريعة الوطنية الكبرى والطرق التي تعتبر جزءًا من التجارة الوطنية تخضع لإشراف الحكومة الفيدرالية.
تمتلك ملبورن اليوم شبكة واسعة من الطرق السريعة والطرق الرئيسية التي تستخدمها المركبات الخاصة، بما في ذلك شاحنات النقل، بالإضافة إلى وسائل النقل العام البرية مثل الحافلات وسيارات الأجرة. من الطرق السريعة الرئيسية التي تصل إلى المدينة: الطريق السريع الشرقي، والطريق السريع موناش، وطريق ويست جيت السريع الذي يمر عبر جسر ويست جيت الكبير. وتشمل الطرق السريعة الأخرى طريق كالدر السريع، وطريق تولامارين السريع الذي يعد الرابط الرئيسي للمطار، وطريق هوم السريع الذي يربط ملبورن بالعاصمتين كانبيرا وسيدني. وتربط ضواحي ملبورن الوسطى طريق دائري سريع يسمى طريق M80 رينغ رود، والذي سيتم استكماله عند افتتاح طريق نورث إيست لينك.
من بين عشرين طريقًا سريعًا معلنًا في ملبورن، سواء كانت مفتوحة أو قيد الإنشاء، هناك ستة طرق سريعة برسوم إلكترونية، وتشمل ذلك الطريق M1 والطريق M2 سيتي لينك الذي يحتوي على جسر بولتي الكبير، وطريق إيست لينك، وطريق نورث إيست لينك، ونفق ويست جيت. وباستثناء طريق إيست لينك الذي تملكه وتديره شركة كونكت إيست، تُدار جميع الطرق السريعة برسوم في ملبورن بواسطة شركة ترانس أوربان. في ملبورن، تتميز الطرق السريعة ذات الرسوم بلوحات إرشادية زرقاء وصفراء، مقارنة باللوحات الخضراء المستخدمة في الطرق المجانية.

### وسائل النقل العامة
تمتلك ملبورن نظام نقل عام متكامل يعتمد على شبكات واسعة من القطارات والترام والحافلات وسيارات الأجرة. كانت محطة شارع فليندرز أكثر محطات الركاب ازدحامًا في العالم عام 1927، وتجاوزت شبكة ترام ملبورن شبكة سيدني لتصبح الأكبر عالميًا في الأربعينيات. ومنذ الأربعينيات، شهد استخدام النقل العام في ملبورن تراجعًا بسبب التوسع السريع في شبكة الطرق والطرق السريعة، وكان الانخفاض الأكبر في استخدام الترام والحافلات. وتسارع هذا التراجع في أوائل التسعينيات نتيجة لتقليصات كبيرة في خدمات النقل العام.
في عام 1999، تم خصخصة عمليات نظام النقل العام في ملبورن من خلال نموذج الامتياز، حيث تم ترخيص تشغيل شبكات القطارات والترام والحافلات لشركات خاصة. بعد عام 1996، شهدت نسبة استخدام النقل العام زيادة سريعة نتيجة نمو فرص العمل في وسط المدينة، حيث ارتفعت نسبة استخدام وسائل النقل العام بين الركاب إلى 14.8%، وتمثل 8.4% من جميع الرحلات. وحددت حكومة الولاية في عام 2006 هدفًا لرفع نسبة استخدام النقل العام في ملبورن إلى 20% بحلول عام 2020. ومنذ ذلك الحين، نما عدد مستخدمي النقل العام بنسبة تزيد عن 20%، وبدأت عدة مشاريع تهدف إلى توسيع استخدام وسائل النقل العام.

#### القطارات
يعود تاريخ شبكة السكك الحديدية الحضرية في ملبورن إلى عصر اندفاع الذهب في خمسينيات القرن التاسع عشر، وتتكون اليوم من 222 محطة ضاحية موزعة على ستة عشر خطًا تنطلق من حلقة المدينة، وهو نظام مترو أنفاق تحت الأرض يغطي منطقة الأعمال المركزية. تُعد محطة فليندرز ستريت واحدة من أكثر مراكز السكك الحديدية ازدحامًا في أستراليا، حيث تخدم الشبكة بأكملها، وتظل معلمًا بارزًا في ملبورن ومكانًا شهيرًا للالتقاء. ترتبط المدينة بمدن فيكتوريا الإقليمية عبر خدمات قطارات تديرها شركة V/Line، بالإضافة إلى خدمات قطارات دولية مباشرة تنطلق من محطة الجنوب كروس في منطقة دوكلاندز، وهي محطة رئيسية أخرى للسكك الحديدية في ملبورن. تغادر قطارات "الأوفرلاند" إلى أديلايد مرتين أسبوعيًا، بينما تغادر قطارات XPT إلى سيدني مرتين يوميًا. خلال السنة المالية 2017-2018، سجلت شبكة السكك الحديدية الحضرية في ملبورن 240.9 مليون رحلة ركاب، وهو أعلى معدل استخدام في تاريخها. كما تُستخدم العديد من خطوط السكك الحديدية، بالإضافة إلى خطوط ومخازن مخصصة، في نقل البضائع.
تشهد ملبورن حاليًا إنشاء عدة خطوط سكك حديدية جديدة. من بينها ممر سكك حديدية ثقيلة جديد يمر عبر وسط المدينة، يُعرف باسم نفق المترو، ومن المتوقع افتتاحه بحلول عام 2025، حيث سيساعد في تقليل الازدحام في حلقة المدينة. كما يشهد مشروع إزالة المعابر المتعددة المستويات أعمالًا مستمرة لفصل العديد من خطوط السكك الحديدية وإعادة بناء محطات قديمة. في يونيو 2022، بدأت الأعمال المبكرة في مشروع حلقة السكك الحديدية الضاحية، وهو خط آلي تحت الأرض بطول 90 كيلومترًا يمر عبر ضواحي ملبورن الوسطى على بعد 12 إلى 18 كيلومترًا من منطقة الأعمال المركزية. كما بدأت الأعمال الأولى على خط سكك حديدية يربط المطار بمدينة كيلور إيست.

#### الترام
ترجع شبكة الترام في ملبورن إلى طفرة الأراضي في ثمانينيات القرن التاسع عشر، وبحلول عام 2021، تمتد الشبكة على طول 250 كيلومترًا من القضبان المزدوجة، وتضم 475 ترامًا، و25 خطًا، و1,763 محطة ترام، مما يجعلها الأكبر في العالم. في الفترة بين 2017 و2018، تم تسجيل 206.3 مليون رحلة ركاب على متن الترام. حوالي 75% من شبكة الترام في ملبورن تشترك في مساحة الطريق مع المركبات الأخرى، بينما تكون بقية الشبكة منفصلة أو عبارة عن خطوط ترام خفيفة. تُعتبر ترام ملبورن من الرموز الثقافية البارزة وجاذبة للسياح. وتعمل ترام التراث على خط المدينة الدائري المجاني حول مركز المدينة. كما أن الترام مجاني داخل منطقة الترام المجانية في وسط المدينة، ويعمل على مدار 24 ساعة خلال عطلات نهاية الأسبوع.

#### الحافلات
تضم شبكة الحافلات في ملبورن أكثر من 400 خط سير، وتخدم بشكل رئيسي الضواحي الخارجية، بالإضافة إلى سد الفجوات بين خدمات القطارات والترام. شهدت الحافلات في ملبورن خلال الفترة من 2013 إلى 2014 تسجيل حوالي 127.6 مليون رحلة ركاب، مما يمثل زيادة بنسبة 10.2% مقارنة بالعام السابق.

#### المطارات
تمتلك ملبورن أربعة مطارات. يُعد مطار ملبورن في تولامارين المطار الرئيسي الدولي والمحلي للمدينة، وثاني أكثر المطارات ازدحامًا في أستراليا، حيث استقبل أكثر من 37 مليون مسافر في الفترة من 2018 إلى 2019. يضم المطار أربعة مبانٍ للمسافرين، وهو المقر الرئيسي لشركة الطيران جيتستار، وشركات الشحن أستراليان إير إكسبريس وتيم جلوبال إكسبريس، ويُعتبر مركزًا رئيسيًا لشركتي الخطوط الجوية كانتاس وفيرجن أستراليا. أما مطار أفالون، الواقع بين ملبورن وجيلونغ، فهو مركز ثانوي لشركة جيتستار، ويُستخدم أيضًا كمرفق للشحن والصيانة. الحافلات وسيارات الأجرة هي الوسائل الوحيدة للنقل العام من وإلى مطارات المدينة الرئيسية. من المخطط افتتاح خط سكة حديد إلى تولامارين في عقد 2030. تتوفر خدمات الإسعاف الجوي للنقل الداخلي والدولي للمرضى. كما تضم ملبورن مطارًا مهمًا للطيران العام هو مطار مورابين في جنوب شرق المدينة، الذي يستقبل أيضًا عددًا محدودًا من الرحلات الجوية للركاب. ويستقبل مطار إيسندون، الذي كان سابقًا المطار الرئيسي للمدينة، رحلات ركاب، وطيرانًا عامًا، وبعض رحلات الشحن.

#### النقل المائي
يشكل النقل البحري جزءًا هامًا من نظام النقل في ملبورن. يُعتبر ميناء ملبورن أكبر ميناء للحاويات والبضائع العامة في أستراليا، كما أنه الأكثر ازدحامًا. استقبل الميناء ما يقارب مليوني حاوية شحن خلال فترة 12 شهرًا في عام 2007، مما جعله واحدًا من بين أفضل خمسة موانئ في نصف الكرة الجنوبي. يُعد رصيف المحطة على خليج بورت فيليب المحطة الرئيسية لسفن الركاب، حيث ترسو فيه سفن الرحلات البحرية. كما تعمل العبارات وسيارات الأجرة المائية من الأرصفة على طول نهر يارا وصولًا إلى منطقة ساوث يارا ومن خلال خليج بورت فيليب.

## البنية التحتية

### الصحة
تتشارك ملبورن مع كانبيرا في المركز الأول لأعلى متوسط عمر متوقع للذكور (80.0 سنة)، وتحتل المرتبة الثانية بعد بيرث في متوسط عمر المتوقع للإناث (84.1 سنة). تشرف وزارة الصحة في حكومة ولاية فيكتوريا على حوالي 30 مستشفى حكومي في منطقة ملبورن الحضرية، بالإضافة إلى 13 منظمة خدمات صحية.
تشمل المؤسسات الرئيسية للأبحاث الطبية وعلم الأعصاب والتكنولوجيا الحيوية الموجودة في ملبورن معهد سانت فنسنت للأبحاث الطبية، ومركز الخلايا الجذعية الأسترالي، ومعهد بيرنيت، ومعهد بيتر دوهرتي للعدوى والمناعة، والمعهد الأسترالي للطب التجديدي، ومعهد فيكتوريا للعلوم الكيميائية، ومعهد أبحاث الدماغ، ومركز بيتر ماكالوم للسرطان، ومعهد والتر وإليزا هول للأبحاث الطبية، ومركز ملبورن للطب النفسي العصبي.
يقع المقر الرئيسي لشركة الأدوية الأسترالية المحدودة في منطقة العلوم الطبية الحيوية بباركفيل في ملبورن، التي تضم أكثر من 40 مؤسسة طبية وأبحاث. أعلن في عام 2021 عن إنشاء معهد أسترالي جديد للأمراض المعدية في باركفيل أيضًا. وتشمل المؤسسات الأخرى معهد هوارد فلوري، ومعهد موردوخ لأبحاث الأطفال، ومعهد بيكر لأمراض القلب والسكري، والمزامن الأسترالي (السينكروترون). وترتبط العديد من هذه المؤسسات بالجامعات وتقع بالقرب منها. كما تحتضن ملبورن مستشفى الأطفال الملكي ومستشفى الأطفال بجامعة موناش.

### الخدمات والمرافق
تُدار خدمات تخزين المياه وإمدادها في ملبورن بواسطة "مياه ملبورن"، التي تملكها حكومة ولاية فيكتوريا. وتتحمل هذه المؤسسة أيضًا مسؤولية إدارة الصرف الصحي وأحواض تجميع المياه الرئيسية في المنطقة، بالإضافة إلى محطة تحلية المياه في وونثاغي وأنبوب المياه الشمالي-الجنوبي. يتم تخزين المياه في سلسلة من السدود الواقعة داخل وخارج منطقة ملبورن الكبرى. أكبر سد هو سد نهر طومسون، الواقع في جبال فيكتوريا الألب، ويستطيع استيعاب حوالي 60% من سعة مياه ملبورن، بينما تقوم سدود أصغر مثل سد أعلى يارا وخزان يان يان وخزان كاردينيا بحمل إمدادات ثانوية.
يتم توفير الغاز عبر ثلاث شركات توزيع:
- خدمات أوسنت، التي توفر الغاز من الضواحي الغربية الداخلية لملبورن إلى جنوب غرب فيكتوريا.
- غاز مولتينت، التي توفر الغاز من الضواحي الشرقية الداخلية لملبورن إلى شرق فيكتوريا (مملوكة من قبل إس بي أوسنت بعد الاستحواذ، لكنها تستمر في العمل تحت اسم غاز مولتينت).
- شبكات الغاز الأسترالية، التي توفر الغاز من الضواحي الشمالية الداخلية لملبورن إلى شمال فيكتوريا، بالإضافة إلى معظم جنوب شرق فيكتوريا.

يتم توفير الكهرباء عبر خمس شركات توزيع:
- سيتباور، التي تزود منطقة الأعمال المركزية في ملبورن وبعض الضواحي الداخلية بالكهرباء.
- باوركور، التي توفر الكهرباء للضواحي الغربية الخارجية، وكذلك كل غرب فيكتوريا (سيتباور وباوركور مملوكتان من قبل نفس الكيان).
- جيمينا، التي توفر الكهرباء للضواحي الشمالية والداخلية الغربية.
- يونايتد إنرجي، التي تزود الضواحي الشرقية الداخلية والجنوبية الشرقية، وشبه جزيرة مورنينغتون.
- خدمات أوسنت، التي توفر الكهرباء للضواحي الشرقية الخارجية ولكل من شمال وشرق فيكتوريا.